# Pelle Haleløs og den store skattejagt
Pelle Haleløs og den store skattejagt (svensk: Pelle Svanslös och den stora skattjakten)  er en animeret spillefilm fra 2000 instrueret af Mikael Ekman.